# Нефедкино
Нефе́дкино (рос. Нефедкино, марій. Непот) — присілок у складі Медведевського району Марій Ел, Росія. Входить до складу Нурминського сільського поселення.

## Населення
Населення — 126 осіб (2010; 104 у 2002).
Національний склад (станом на 2002 рік):
- лучні марійці — 97 %